# Statuette eines Jungen (NAMA 2772)

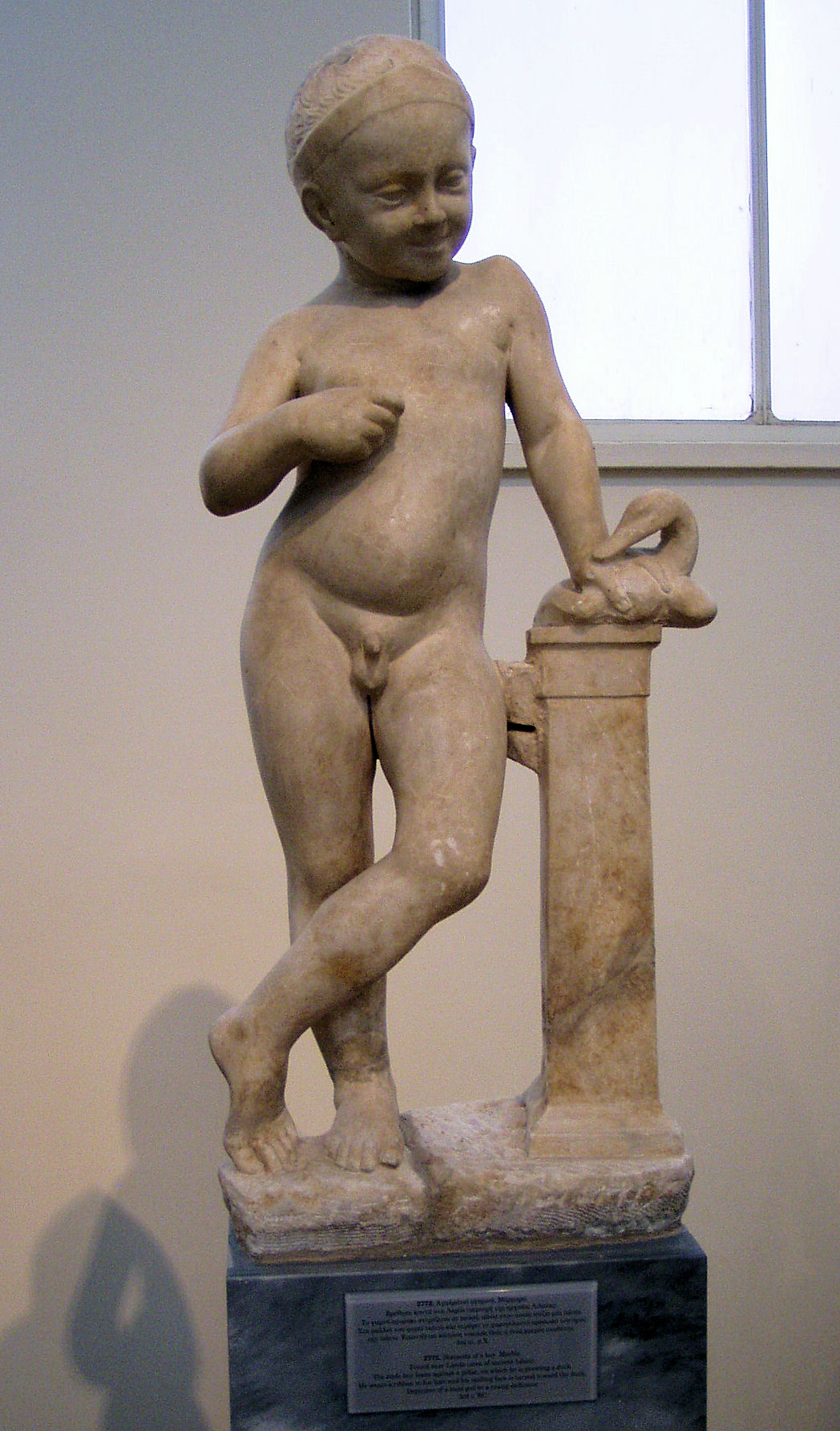

Die Statuette eines Jungen im Archäologischen Nationalmuseum Athen (NAMA) mit der Inventarnummer 2772 wird ins 3. Jahrhundert v. Chr. datiert.
Die Kinderstatuette wurde auf dem Territorium des antiken Lilaia gefunden. Sie wurde aus Marmor gefertigt und hat eine Höhe von 0,86 m. Gezeigt wird ein nacktes männliches Kind, dessen Gewicht sich auf sein rechtes Standbein und seinen linken Arm verteilt. Mit dem linken Arm stützt sich der Junge auf die Statuenstütze und klemmt dabei eine Gans zwischen Hand und der als Architekturelement gestalteten Stütze ein. Das linke Spielbein ist locker vor das rechte Standbein gekreuzt. Der rechte Arm ist angewinkelt, die Hand lagert am Oberkörper. Der Kopf ist leicht nach links und nach unten gerichtet. Im kurzen Haar trägt der Junge ein Band, das ein sehr flaches, graviert wirkendes Relief zeigt. Die Arbeit gilt als herausragendes Werk antiker Kinderdarstellung. Der Körper wirkt schlaff, der Bauch aufgebläht. Besonders charakteristisch ist das Lächeln des Jungen, für das alle Muskeln des Gesichts angespannt erscheinen. Die Statue ist sehr gut erhalten, einzig ein Bruch im unteren Bereich und ein paar daraus resultierende Fehlstellen trüben den Gesamteindruck. Das Motiv der Statue, die ins 3. Jahrhundert v. Chr. datiert wird, ist unklar. Möglicherweise wird eine lokale Gottheit gezeigt.